# Bipolär sjukdom
Bipolär sjukdom (tidigare kallad manodepressiv sjukdom) är en ofta svår psykisk sjukdom som periodvis förhöjer stämningsläget till mani eller lindrigare hypomani. Samma individer drabbas vanligen också av allvarliga depressioner men symtom på depression kan även förekomma i maniska perioder, alternativt kan episoderna vara blandade med intensiva och snabba växlingar mellan dessa lägen.
Symtomen blir vanligtvis svårare med tiden och utan behandling riskerar den sjuke kroniska funktionsnedsättningar. Med förebyggande medicinering är prognosen god. Många är symptomfria i flera decennier och mellan sjukdomsperioderna (skoven) fungerar individen vanligtvis normalt. Förloppet påverkas av yttre faktorer som miljö och stress. Mellan 1 och 3 procent av befolkningen drabbas av bipolär sjukdom. Många insjuknar första gången när de är mellan 15 och 30 år. Vanligast är debut mellan 14 och 21 år (medelvärde 17,3 år). Ärftlig belastning är den viktigaste riskfaktorn. Bipolär sjukdom och schizofreni har delvis en gemensam genetisk bakgrund. Bipolär sjukdom är lika vanligt hos män som hos kvinnor, men fler kvinnor än män drabbas av unipolära depressioner.
Sjukdomen delas in i bipolär I, bipolär II, cyklotymi och andra typer efter hur stämningsläget förändras. Hypomani utmärker typ II som relativt sällan utvecklas till typ I med svåra manier. Milda manier går ofta med känslor av upprymdhet och välmående. Allvarliga manier leder inte sällan till sjukhusvistelse och psykoser. Världshälsoorganisationen (WHO) räknar bipolär sjukdom till en av de tio mest handikappande sjukdomarna.
Mani har flera etymologier, inklusive mania (μανια), stor psykisk vånda och manos (μάνος) som kontextuellt kan betyda ett överdrivet avkopplat sinne eller fri själ. Svåra depressioner kallas även melankoli som är en sammansättning av grekiskans melas (μελας) som betyder svart, och chole (χολη) som är galla. I antikens Grekland ansågs tillståndet mellan mani och melankoli vara en förutsättning för kontakt med gudarna och artistisk inspiration. Den tyske psykiatern Emil Kraepelin myntade i slutet på 1800-talet begreppet manodepressiv sjukdom som även inkluderade återkommande depressioner som inte växlade till manier. Hans koncept återaktualiseras idag eftersom stämningslägets cykler mer än poler anses vara sjukdomarnas främsta gemensamma nämnare.

## Symptom
Vissa personer är deprimerade men sällan maniska, medan andra mestadels upplever mani eller hypomani. Symptomen kan vara få eller många, det är inte lika för alla och även typen av symptom och hur allvarliga dessa är kan variera över tid. Perioderna mellan skoven är i allmänhet symptomfria och personen fungerar normalt trots att bipolaritet är en kronisk sjukdom. Sådana friska perioder kan vara i många år, och det är inte heller alla som drabbas av flera skov.
Perioderna av depression och mani kallas episoder. De depressiva episoderna varar åtminstone i två sammanhängande veckor, de maniska i åtminstone en sammanhängande vecka (om obehandlad), och de hypomaniska i åtminstone fyra sammanhängande dagar. Vid så kallade blandade episoder är personen manisk och deprimerad på en och samma gång, det vill säga deprimerad men mera energisk. Blandade episoder kan vara i någon dag till någon månad om den förblir obehandlad.

### Mani
I en mani är humöret onormalt förhöjt och expansivt men också irritabelt. Lyckorus (eufori) och grandiositet kan snabbt växla till aggressivitet och emotionalitet; minsta missnöje leder till ilska eller upprördhet. Sömnbehovet minskar men personen har mer energi och är mycket aktiv. Vanliga tecken är rastlöshet, impulsivitet, tankeflykt, försämrad koncentration och ett jäktat ordflöde. Vårdslöshet och oansvarighet följer försämrat omdöme; den sjuke tar risker, vill leva ut drömmar men handlar bortom sin faktiska förmåga och utan insikt om konsekvenserna. Många blir överdrivet sociala eller sexuellt intimsökande, andra mer påträngande och intoleranta. Sociala gränser försvinner, personen gör bort sig och saknar självkontroll eller visar ingen hänsyn då storhetskänslor (megalomani) gör att denne känner sig "utvald" eller på "särskilt uppdrag". I allvarliga fall uppträder också psykotiska symtom som vanföreställningar och hallucinationer, eller psykomotorisk agitation i sådan grad att personen är obegriplig eller inte går att kommunicera med.
Svårigheterna för den sjuke att fungera normalt är markanta. Ett maniskt skov pågår minst en vecka och kan innebära att sjukhusvård behövs. Samsjuklighet är vanligt och missbruk förekommer ofta, särskilt med alkohol eller andra lugnande eller stimulerande medel som kokain och sömntabletter.

### Hypomani
Tecken på hypomani är att personen är upprymd, optimistisk och pratsam, ofta också skarpare med förbättrad koncentration och kognition, snabbare tankar och fler idéer. Personen kan ha svårt att hålla röd tråd då många beskriver att det känns som att ha tusentals tankar på en och samma gång. Många blir driftiga, målorienterade och produktiva. På samma gång framträder vanligtvis också negativa tecken på depression. De sjuka är retliga eller otåliga, känner sig kritiserade och motarbetade. Minskat sömnbehov är den pålitligaste indikatorn för sjuklig hypomani. I ett uppvarvat eller rastlöst tillstånd är det svårt för individen att koppla av och att vara stilla; kroppsrörelser kan vara ofrivilliga. Förmågan att fokusera försämras. I ett samtal kan det bli svårt att hålla tråden men även att inte prata för fort eller sluddra. Beteendet förändras. Hypomanier kan uppfattas olika från person till person. Vissa upplever att hypomanier ger dem ökad energi och ökad kreativitet och att de mår väldigt bra under den hypomana fasen, medan vissa upplever att den hypomana perioden är frustrerande och tung på grund av att det kan vara svårt att fokusera. På grund av hur olika hypomanier kan uppfattas är det viktigt att bipolär sjukdom inte blir feldiagnostiserad som depression. När en person har hypomanier och mår bra nämns det ofta inte när personen söker hjälp utan oftast söker då personen hjälp för depression och därför är det viktigt att fråga om en person också haft hypomanier eller manier för att diagnosen ska ställas rätt. 
Många blir ovanligt sociala och kärvänliga. De bryter ofta mot normer liksom sina egna regler och vanor, tar större risker - inte sällan också promiskuöst. En överdriven nöjeslust som till exempel kan uttrycka sig i impulshandlingar som ekonomiska och sexuella utsvävningar ökar risken avsevärt för obehagliga konsekvenser. Dessa konsekvenser för personen och omgivningen är definitionsmässigt lindrigare vid en hypomani än vid en mani, men var den exakta gränsen ska dras är en bedömningsfråga: Den avgörande skillnaden mellan mani och hypomani är inte symtomen i sig, som i stort är desamma, utan i stället svårighetsgraden och hur pass mycket individen påverkas. Enstaka hypomana drag är inte problematiska. Sjukdomsbilden framträder när humöret inte går att kontrollera eller är flyktigt och ombytligt med åtföljande symtom på depression. 
Symtomens svårighetsgrad kan svänga under dagen och även från dag till dag. Personen i ett hypomaniskt skov är så uppenbart olik sitt normala jag att förändringarna i humör och funktion kan observeras av andra, i allmänhet under minst fyra dagar. Individen själv tycker ofta att allt känns väldigt bra och förnekar att något är fel fastän närstående känner igen symtomen.
Hypomani förknippas med kreativitet och en oproportionerligt stor andel framgångsrika konstnärer har haft någon form av bipolär sjukdom.

### Depression
En egentlig depression inrymmer ett deprimerat humör eller klart minskat intresse för närapå alla aktiviteter under en period på minst två veckor. Barn och ungdomar kan vara mer irritabla än ledsna. Minst fyra andra symtom ska också uppträda. Dessa kan vara förändringar i aptit, vikt eller sömnvanor; mindre energi, koncentrationssvårigheter eller obeslutsamhet; självförakt och skuld eller sjukliga tankar på död eller självmord. Stämningsläget förändras inte väsentligt från dag till dag och påverkas inte avsevärt av förändrade omständigheter. Andra tecken är social ängslighet, isolering, upprördhet, retlighet, hopplöshet, likgiltighet. En deprimerad person kan uppleva sexuell olust, snabbt öka eller minska i vikt på grund av ändrad aptit samt erfara kronisk värk (med eller utan känd orsak, så kallad somatisering). Trötthet följer minimala ansträngningar, och psykomotoriska hämningar kan uppträda, som bland annat yttrar sig i tröghet eller oförmåga att göra saker som tidigare skedde automatiskt. Stress och ångest utlöser ibland okontrollerade rörelser (psykomotorisk agitation), från att vrida händerna till självskadligt beteende. Bipolära depressioner är ofta långvariga och svårbehandlade. De varar väsentligt längre för patienten än tiden i mani eller hypomani. Vid mildare episoder fungerar individen bättre men behöver anstränga sig betydligt mer än vanligt. Psykoser kan förekomma i allvarliga depressioner.

## Orsaker

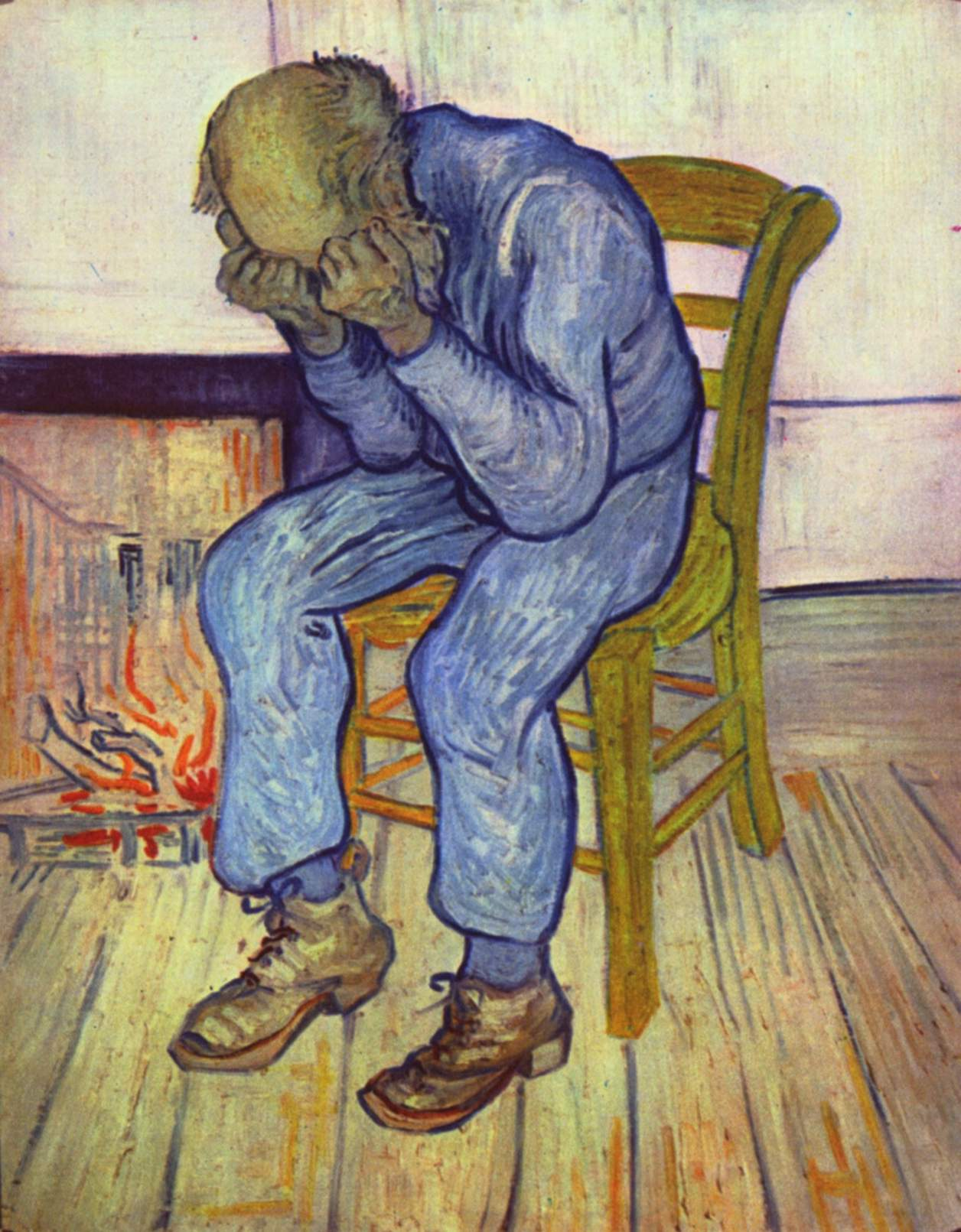
Vincent van Gogh (1853–1890) är en av många konstnärer som tros ha lidit av bipolär sjukdom. Han målade På tröskeln till evigheten några dagar innan han dog. Mannen kan symbolisera hopplöshet vid depression.

När en person föds med anlag för att utveckla en manodepressiv sjukdom kan någonting som händer i livet utlösa den. Flera faktorer samverkar för att orsaka sjukdomen och påverka förloppet men hur den utvecklas varierar mellan individer. Flera gener samverkar förmodligen. Ärftliga faktorer har större betydelse än för andra psykiska sjukdomar, men alltmer tyder på att orsakerna är genetiskt gemensamma.

### Psykologiska faktorer
Både personer med unipolär och bipolär depression har visats ha högre grad av negativa metakognitiva antaganden kring okontrollerbarheten och faran med tankar.Metakognitiva antaganden korrelerade även med grad av ångest, depression och självförtroende. Studien visade även att variationen av depressionen kan förklaras till 10,1 % av positiva metakognitiva antaganden, 9 % av negativa metakognitiva antaganden och 11,5 % av ett metakognitivt antagande om behovet av att kontrollera tankar. Variationen av ångesten kan förklaras till 13,6 % av positiva metakognitiva antaganden, 28 % av negativa metakognitiva antaganden, 10 % av brist av förtroende till sina kognitiva förmågor, 36 % av ett metakognitivt antagande om behovet av att kontrollera tankar och 19,3 % av dåligt kognitivt självförtroende.

### Ärftlighet
Bipolär sjukdom i sig ärvs inte men det finns genetiska sårbarheter som med tio gånger förhöjer risken för förstagradssläktingar (förälder, barn, syskon) att utveckla sjukdomen, jämfört med personer utan bipolär sjukdom i släkten, eller slumpvis utvalda individer. Den totala livstidsrisken för ett barn till en affektivt sjuk förälder att utveckla en affektiv sjukdom är 24 procent. Om båda föräldrarna är sjuka är livstidsrisken 74 procent. För barn med friska föräldrar är risken 4 procent. Tvillingstudier har visat att om en tvilling är sjuk så har en enäggstvilling tre gånger högre risk än en tvåäggstvilling att också drabbas. Risken för bipolär sjukdom som kan förklaras av hereditet (ärftlighet) är 80 procent för enäggstvillingar jämfört med 16 procent för tvåäggstvillingar.
Att sjukdomen är ärftlig framgår också i studier om det genetiska sambandet till andra psykiska sjukdomar. Schizofreni och bipolär sjukdom delar delvis en gemensam genetisk bakgrund. Det visar bland andra en svensk studie med registerdata från två miljoner familjer och över 75 000 patienter med bipolär sjukdom eller schizofreni, samt deras släktingar. Finns någon av sjukdomarna i familjen är risken att ha samma sjukdom förhöjd. Patienter med schizofreni har också ökad risk för bipolär sjukdom. Dessutom, om släktingar finns med den ena sjukdomen är sannolikheten högre att det också finns släktingar med den andra.

### Genetik
Den genetiska bilden för bipolär sjukdom är komplex. Det är känt att gener styr viktiga proteiner till hjärnans celler. Störningar och känslighet i det systemet ökar risken att bli sjuk. Händelser i omgivningen som påverkar en persons sårbara system kan då påverka sjukdomens utveckling. I ett biologiskt perspektiv kan också generna själva förändras (epigenetik) i sin miljö. Identifieringen av gener som påverkar sjukdomen försvåras av att kombinationen av sådana gener förmodligen varierar mellan familjer.
Sannolikt är det många gener som verkar tillsammans och på egen hand kan de bara måttligt påverka sjukdomen. Generna är förmodligen också bara associerade med bipolär sjukdom och återkommande depressioner. De bestämmer inte det slutgiltiga resultatet men ökar sannolikheten för hur sjukdomen senare utvecklas. Det finns ett genetiskt riskområde som tyder på att generna bakom depression och bipolär sjukdom är desamma. Sannolikheten att ha gener inom det området är signifikant större för bipolärt- och depressionssjuka än för normalt friska. En av generna, som har förmåga att slå på eller stänga av andra gener, är hos bipolära patienter överrepresenterad i den verkställande delen av hjärnan.

### Neurobiologi
Den biologiska bilden av vad som händer i hjärnan vid bipolär sjukdom är ofullständig. Att det finns kemiska obalanser i hjärnan är dock bekräftat, behandlingsmedicinerna motverkar bland annat detta. De riktar också in sig på signalsubstanser, en sorts kemiska budbärare som hjärnans nervceller använder för att kommunicera sinsemellan. Dessa inkluderar serotonin, glutaminsyra, noradrenalin och GABA. När dessa förändras påverkas humörsymtomen. Signalsubstanserna kan också fästa sig vid andra celler som då reagerar kemiskt och aktiverar en ny generation "budbärare". För bipolärt sjuka fungerar det här systemet annorlunda, stämningsstabiliserande läkemedel kommer åt detta genom att påverka de nybildade signalsubstanserna. Mediciner kan också påskynda hjärnans egen produktion av kemiska ämnen som hjälper hjärnceller att växa och förenas (en sorts gödning). Möjligen innebär detta också att farmakologisk behandling skyddar hjärnan.
Bipolära tillstånd är starkt förknippade med låga värden av tyreoideahormoner, vare sig nivåerna är av den art att de klassas som hypotyreos eller inte. Motsatsen, giftstruma, verkar antingen kunna skjuta upp utbrott av bipolär sjukdom, eller leda till bipolär sjukdom sedan den behandlats.

### Stress och miljö
Såväl att överhuvudtaget drabbas, som att få skov, förklaras med stress - sårbarhetsmodellen. När det finns en genetisk sårbarhet kan risken för sjukdom höjas vid olika stressorer, som sjukdomar, graviditet och förlossning, skilsmässor, olyckor, sorg, eller sociala och psykologiska förhållanden under uppväxten. Vår omgivning påverkar oss på olika sätt. Många förknippar familjelivet med stress och konflikter. Andra påverkas starkt av finansiella bekymmer eller social tristess. För individer med anlag för bipolär sjukdom kan psykologiska reaktioner utlösa sjukdomsskoven. Hur arv och miljö samverkar kan åskådliggöras i en modell:
Känsligheten är i allmänhet större i sjukdomens tidiga skede. Ett tidigt varningstecken är plötsliga depressioner i tonåren; eller personlighetsproblem och missbruk eller kriminalitet som varierar över tiden. Med ålder tycks sjukdomen påverkas mindre av miljön. Skoven uppträder då spontant och utan synbar orsak. När sjukdomen har debuterat eller skoven väl har kommit i gång tycks den ha ett eget liv som kontrolleras av psykologiska eller biologiska processer och håller den aktiv.

### Sömn, rytm och ljus
Vissa gener utgör kroppens egen klocka. Det är möjligt att bipolär sjukdom påverkar hur fort den tickar. Klockan styr flera av kroppens cykliska funktioner, som utsöndring av hormoner och kemikalier som styr blodtryck och kroppstemperatur. Vi ställer själva dygnets rytm med regelbundna aktiviteter, nöjen och måltider. Att somna och vakna på regelbundna tider är den viktigaste faktorn. Bipolärt sjuka kan vara särskilt känsliga för störningar i den dagliga rytmen, vilket kan framkalla sjukdomens symtom. Störda sömncykler, som vid skiftarbete och jetlag, höjer risken för nya skov. Sjukdomen är ofta årstidsbunden; depressionerna infaller oftare när höstmörkret faller och omvänt är det fler hypomanier och manier under våren. Hormonet melatonin kan spela en roll i detta då det hämmas av ljus. Melatoninhalten både styr och styrs av den inre dygnsrytmen, och ljus påverkar denna rytm.

## Diagnos
Diagnosen baseras på personens sjukdomshistoria (anamnes) och observationer av psykiater eller psykolog tillsammans med annan vårdprofessionell eller närstående. Kriterierna är symtomens typ, längd och frekvens. Dessa specificeras i psykiatrins handböcker, främst ICD och DSM. Undersökningen genomförs på en öppen psykiatrisk mottagning om patienten inte är en fara för sig själv eller andra. Sjukdomen kan inte ännu bekräftas genom till exempel blodanalyser. Tester kan utesluta kroppsliga (somatiska) sjukdomar med liknande symtom; bland annat brist på sköldkörtelhormon och infektioner, syfilis, HIV, förgiftning och drog-inducerade psykoser. Andra psykiska sjukdomar som schizofreni, schizoaffektivt syndrom och personlighetsstörningar har symtom som liknar de bipolära skovens, inte minst ADHD som är en neuropsykiatrisk funktionsnedsättning.
Inom psykiatrin är bipolär sjukdom ett spektrum som beskrivs något olika i ICD-10 och DSM-IV och utan klar enighet om hur många bipolära sjukdomstyper det finns. Båda manualerna har underkategorier som baseras på episodernas antal, och vilken typ av skov som var det senast förekommande. Ett problem är att de är statiska beskrivningar – eller ögonblicksbilder, av en sjukdom i ständig förändring. För personer (och bipolärt sjuka mer än andra) förändras alltid energi och humör, tankar, sömn och aktiviteter. Under sjukdomsförloppet kan individen stanna inom ramarna för en undertyp eller ändras och bättre passa i en annan. Revideringen av en manual till version DSM-5 (publiceras 2013) har syftet att utöka kategorierna och göra beskrivningarna mer adekvata. Istället kritiseras den för att komplicera bilden ytterligare och för att "stämpla" fler människor som psykiskt sjuka eller springa läkemedelstillverkarnas ärenden.
Det är viktigt att läkaren frågar noga kring hur patienten fungerar när en depression till synes är borta. Ofta visar sig svårbehandlade depressioner vara depressioner som beror på en bipolär sjukdom där de maniska dragen inte upptäckts. Undersökningar visar att tre av fyra bipolärt sjuka antingen får fel diagnos eller ingen alls.

### Bipolär sjukdom
Diagnosen bipolär sjukdom i ICD-10, liksom diagnosen bipolär sjukdom typ I i DSM, kräver inte att en depression har förekommit, även om så är fallet i många underkategorier. Grundkravet i ICD-10 är "upprepade hypomaniska eller maniska skov". Typ I och II är en indelning som används främst i DSM. Kriterierna nedan följer DSM om inte annat anges.
Gemensamt för diagnosen av de olika bipolära tillstånden är att skoven inte får bero på andra sjukdomar (så kallade organiska psykoser) eller medicinering. I olika grader ska episoderna också medföra lidande eller göra det svårare för individen att fungera socialt och yrkesmässigt eller inom andra viktiga områden. Efter förlossning kan bipolära tillstånd uppstå, så kallade postpartumpsykoser.

### Bipolär sjukdom typ I
Förutsätter minst en manisk eller blandad episod. Depressioner och hypomaniska skov är inte ett krav, men förekommer ofta. Som återkommande skov räknas en förändring i polaritet från depression eller ett intervall på minst två månader utan maniska symtom. ICD-10 förutsätter upprepade (minst två) maniska skov.

### Bipolär sjukdom typ II
Sjukdomstypen kännetecknas främst av en eller flera egentliga depressioner som åtföljs av minst ett hypomaniskt skov. Snabba humörförändringar (ledsenhet, irritabilitet, eufori) i åtminstone fyra sammanhängande dagar varvas med episoder av allvarlig depression. Maniska eller blandade episoder får inte ha förekommit.

### Cyklotymi
Cyklotymi enligt DSM-IV är en mildare form av bipolär sjukdom typ II med flera perioder under minst två år (ett år för barn och ungdomar). Symtomen på hypomani är mindre svåra. Motpolen är depressionstypen dystymi som inte innehåller symtom på egentlig depression. Symtomfria perioder varar inte längre än två månader. Förvärras sjukdomen kan diagnosen bipolär typ I eller II bli aktuell efter två år, också i kombination med cyklotymi som i sig kan vara ett svårt försvårande hinder i livet. Begreppet cyklotymiskt temperament är också vanligt. Kortvariga men ofta förekommande svängningar i självförtroende, känslolägen eller energinivåer kan framstå som ett personlighetsdrag. Humörutbrott är vanliga. Växlingarna är ofta automatiska - individen "vaknar på fel sida". Symtomen på hypomani och eufori kan dock vara minst lika karaktäristiska för individen.

### Blandade episoder
I en blandad bipolär episod förekommer symtom på mani och egentlig depression samtidigt under minst en vecka då kriterierna för ett maniskt skov och en egentlig depression uppfylls närapå varje dag. Enligt det federala National Institute of Mental Health (NIMH) i USA är ofta förekommande symtom: agitation, sömnproblem, stora förändringar i aptiten och självmordstankar. Personen kan känna sig mycket ledsen och hopplös och på samma gång extremt energisk. En annan vanlig definition (av forskaren Hagop S. Akiskal) lyder: "Samtidiga maniska och depressiva symtom. Vanföreställningar, hallucinationer, motorisk under- eller överaktivitet, samt svår ångest." Diagnosen försvåras av att en mani eller depression också kan innehålla det motsatta tillståndets karaktäristiska symtom, inte minst i faser då stämningsläget cyklar (eller pendlar) mellan skov eller ett normalläge. ICD-10 förusätter en tidigare bekräftad bipolär episod samt att patienten upplever kombinerade eller snabbt växlande maniska och depressiva symtom.

### Snabba cykler
Personer med bipolär sjukdom genomgår i genomsnitt 0,4 till 0,7 episoder per år, som varar tre till sex månader. Vid så kallad rapid cycling (även: snabbt växlande affektiv sjukdom eller snabbsvängande tillstånd) pendlar individerna ovanligt snabbt mellan manier och depressioner. Minst fyra bipolära skov uppträder på ett år och inte sällan betydligt fler. Vid ultrarapid cycling (ultrasnabbpendlande tillstånd) kan stämningsläget svänga kraftigt flera gånger under ett och samma dygn. Mellan episoderna finns inga symtom eller så innebär dessa en svängning till motsatt polaritet i ett nytt skov. Tillståndet anses vanligen utvecklas sent i bipolär sjukdom men forskarna är inte eniga. En sådan utveckling kan vara en följd av medicinering, särskilt antidepressiva medel som kan accelerera det naturliga sjukdomsförloppet.

### Övriga
Bipolär sjukdom, utan närmare specifikation
Bipolar disorder not otherwise specified, NOS (på svenska: UNS) är en samlingsdiagnos som enligt DSM-IV kan användas när definierade typerna inte kan tillämpas men när sjukdomens symtom ändå är bipolära och avsevärt försvårar patientens liv. Stämningsläget kan till exempel växla snabbt mellan olika dagar men symtomen är inte tillräckliga för att diagnostiseras som maniska, hypomaniska eller depressiva skov. Ett annat exempel är när hypomaniska skov och kroniska depressionssymtom inte förekommer tillräckligt ofta för att vara cyklotymi.
Fördjupad indelning, enligt Akiskal
Ett utökat diagnossystem kan användas när DSM:s kriterier är för snäva. Forskaren Hagop S. Akiskal har förutom typ I och II klassificerat typ II½ (depression och cyklotymi); typ III (egentliga depressioner, dystymi, manier triggade av läkemedel); typ IV (hypertymi, depressioner); blandtillstånd (samtida maniska och depressiva symtom; psykotiska symtom, avvikande motorik, ångest).

## Unipolära depressioner

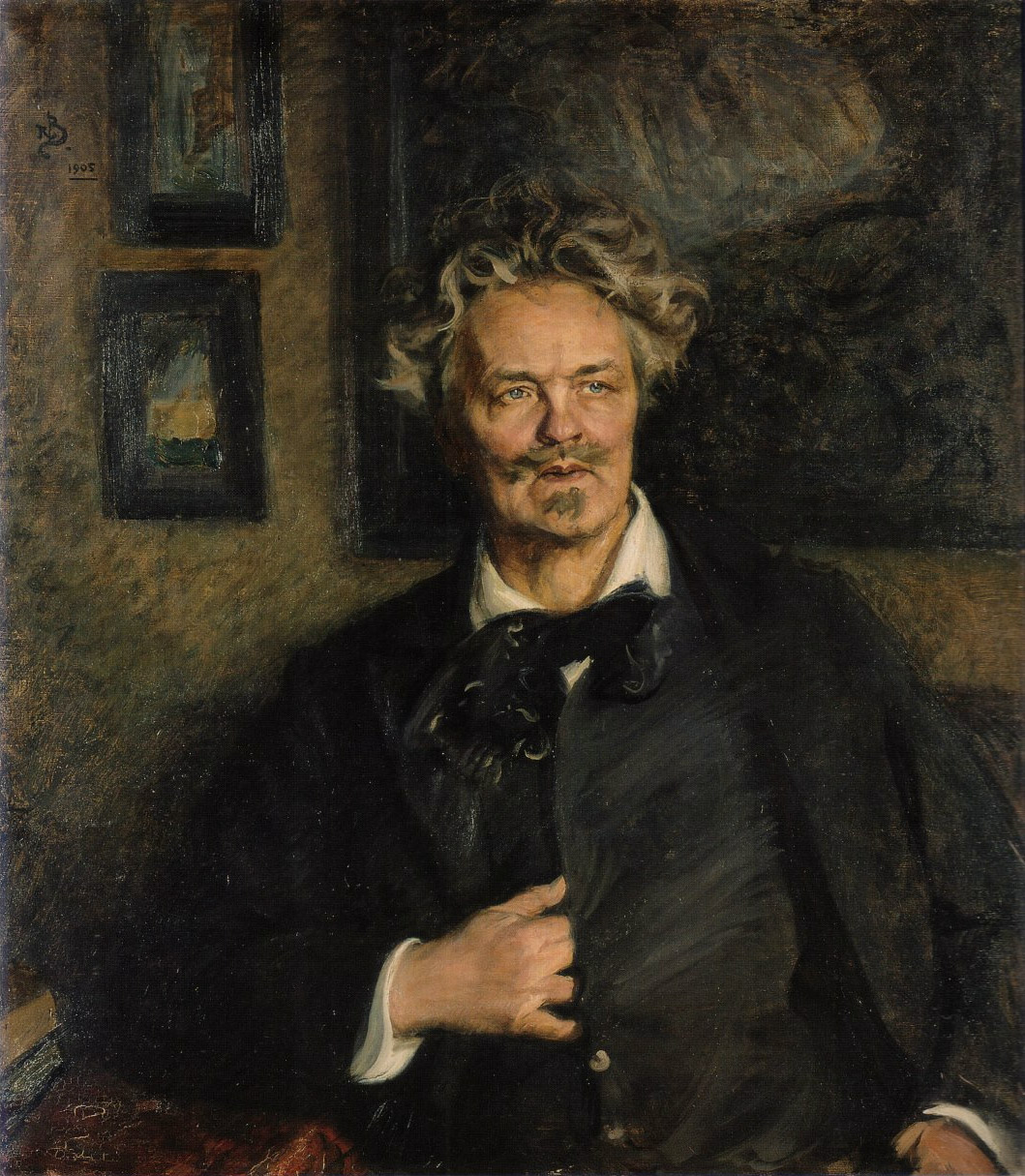
Richard Bergh porträtterade 1905 August Strindberg (1849–1912) som var sjuk med psykoser.

I bipolär sjukdom har depressioner en motpol i mani och hypomani. Unipolära depressioner saknar motpol, stämningsläget är antingen deprimerat eller normalt friskt. I praktiken betyder termen inget mer än icke-polär. Den omfattar alla slags depressioner men används i allmänhet för den allvarliga egentliga depressionstypen som också ingår i diagnoskriterierna för bipolär sjukdom. Unipolära depressioner drabbar dubbelt så många kvinnor som män. Orsaken är okänd. Könsskillnaden uppkommer vid tonåren men hos barn är depressioner något vanligare bland pojkar. Det ursprungliga syftet med distinktionen bipolär-unipolär var att urskilja varianter av återkommande humörsjukdomar. I sin definition av manodepressiv sjukdom (1913) placerade Emil Kraepelin alla typer av återkommande depressioner på samma spektrum som bipolär sjukdom; han ansåg tillståndens gemensamma nämnare cykler var viktigare än polaritet. Vid slutet av 1950-talet började psykiatrins synsätt att skifta. I DSM och ICD är bipolär sjukdom numera helt separerad från alla andra humörsjukdomar, det vill säga depressioner. Motsatsförhållandet döljer att mycket ofta är unipolära depressioner lika återkommande som vid bipolär sjukdom och att sambandet är starkare när unipolära depressioner debuterar i tidig ålder. Andra framträdande likheter är förekomst av mani i familjens sjukdomshistoria och hur patienterna svarar på profylaxisk behandling med litium.
Skillnader som har rapporterats i jämförelser av bipolära och unipolära återkommande depressioner inkluderar att unipolära patienter har färre men längre depressioner och att sjukdomen bryter ut senare i livet. Personligheten är mer förändrad och introvert men mindre impulsiv och stimulanssökande. Individen sover inte lika länge men är bättre hjälpt av förebyggande antidepressiv behandling. Aptiten är sämre och viktminskningen större. De somatiska besvären är fler och patienten är mer ängslig och smärtkänslig i förhållande till bipolära deprimerade patienter.
Sedan länge diskuteras om det är meningsfullt att kategoriskt skilja på unipolära och bipolära depressioner. Emil Kraepelins koncept återauktualiseras av forskare som pekar på allt fler nya rön om sjukdomarnas biologiska likheter. Det är belagt idag att sårbarheten för bi- och unipolära sjukdomar ärvs i samma familjer. För vissa bipolära patienter är de depressiva skovens allvarlighet, frekvens och tidslängd mer lika de unipolära depressionerna än de som framträder hos andra med bipolär sjukdom. År 2010 identifierades också ett genetiskt riskområde där personer med depressioner eller bipolär sjukdom har betydligt större sannolikhet än andra att ha en viss uppsättning gener. Studier i området försvåras av att deltagarna bör matchas utifrån episodernas frekvens och undertyper i kategorisystemen. DSM till exempel, särskiljer inte ofta återkommande depressioner från minimikravet om två episoder. Det bidrar till att personer med bipolär sjukdom felaktigt får diagnosen unipolär depression. Det finns inte tillräckliga data men genomförda studier föreslår att detta gäller 40 till 60 procent av patienterna. Så kallade falska unipolära patienter som senare kommer visa symtom på hypomani eller mani förekommer i mellan 7,8 och 28,4 procent av fallen, beroende på studie och antalet tidigare depressiva skov.

## Behandling
Bipolär sjukdom går inte att bota men med rätt behandling är prognosen god: Psykiatrin använder flera typer av läkemedel för att hindra nya episoder eller förlänga tiden tills de uppstår. Akut behandling ges vid pågående skov. Samtalsstöd och psykoterapi är ofta aktuellt i kombination med medicinering. Självhjälp kan vara stressminskande metoder och god kost samt motion. Samexisterande sjukdomar behandlas i förekommande fall, inklusive missbruk och beroenden. Både allvarliga manier och depressioner kan behöva sjukhusvård. Elektrokonvulsiv behandling (ECT) kan ordineras i fall då andra behandlingar har misslyckats. Kliniskt tillämpad är det också en snabb och effektiv antidepressiv metod, dock med risk för växling till maniskt skov. Sömnbrist är både ett viktigt symtom på och utlösare av maniska episoder.

### Medicinering

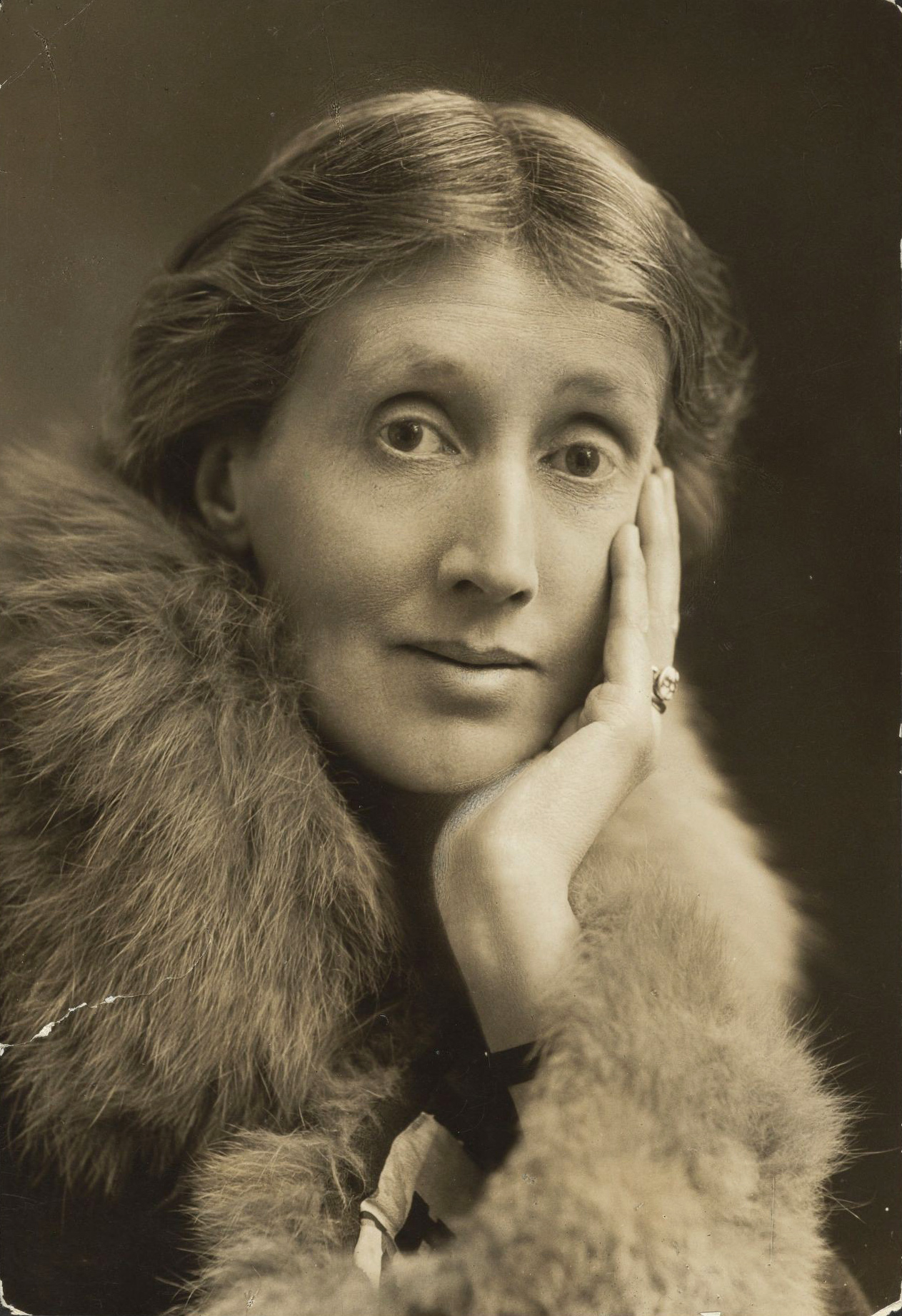
Författaren och feministen Virginia Woolf (1882–1941) led av bipolär sjukdom.

Den farmakologiska behandlingen vid bipolär sjukdom är nästan alltid livslång och pågår även under symtomfria perioder. I den profylaktiska (förebyggande) behandlingen används stämningsstabliliserande läkemedel, främst litium, lamotrigin och valproat. De två senare är antiepileptika som också är effektiva för bipolär sjukdom. Vid kombinationsbehandling används antidepressiva och antipsykotiska läkemedel.
Litium, som introducerades på 1950-talet, är vanligtvis förstahandsvalet i behandlingen. Ämnet (ett naturligt salt) förebygger maniska och blandade tillstånd men har mindre profylaktisk verkan för depressioner. Som enda ämne reducerar det bevisligen suicidaliteten i akuta manier. Litiums nytta är väl dokumenterad men verkningsmekanismen är relativt okänd. Forskning styrker att litium stimulerar hippocampustillväxt - den del av hjärnan som krymper snabbare hos bipolärt sjuka än andra. Litium verkar profylaktiskt på det underliggande sjukdomsförloppet genom att reducera cyklernas allvar och frekvens.
Det första antiepileptiska medlet som kom i bruk är lamotrigin. Det förebygger depressioner bättre än litium och är det enda medlet som i monoterapi förebygger sjukdomstypen med snabba cykler. Valproat används i nästan samma utsträckning som litium och är effektivt mot maniska tillstånd men verkar enbart positivt på vissa depressiva drag: impulsivitet, irritabilitet och känslor av olust - symtom som ofta leder till självskadebeteende och sociala funktionshinder.
Relativt många personer med bipolär sjukdom förskrivs nyare antipsykotiska läkemedel som underhållsbehandling, så kallade SGA (second generation antipsychotics). Det är läkemedelssubstanser som aripiprazol, quetiapin, ziprasidon, olanzapin och risperidon. De kan användas som enda läkemedel, men ges oftast i kombination med litium eller annat stämningsstabiliserande medel. Hos personer med bipolär sjukdom typ I minskar risken för återfall vid underhållsbehandling med vissa av de här nyare antipsykotiska läkemedlen, som tillägg till stämningsstabiliserande medel, om personen vid akut mani har blivit hjälpt av respektive preparat. Det visar en vetenskaplig granskning av den forskning som finns på området. Nyttan och riskerna vid längre behandling än två år har dock inte undersökts. Inga vetenskapliga slutsatser kan dras om effekten av SGA som underhållsbehandling vid bipolär sjukdom typ II, då det saknas studier.
Behandling med ketamin vid depressiva perioder av bipolär sjukdom saknade år 2017 vetenskapligt stöd, och risken att framkalla episoder av mani ansågs vara en viktig fråga att utreda innan behandlingen erbjöds mer brett.
Obehandlade eller felbehandlade svåra skov varar mellan tre och nio månader. Med rätt medicinering avklingar symtomen efter en till två månader. Samtliga behandlingsmedel är behäftade med olika biverkningar. Vissa antiepileptika, inklusive lamotrigin och valproat, ökar något risken för självmord. Bi-effekter behandlas så att den förebyggande medicineringen är tolererbar även i perioder utan symtom. Avbruten behandling mot läkarens ordination medför stor risk för återfall (remission) som kan ge långvariga skador. Behovet av nya mediciner är stort. Utvecklingen försvåras av att sjukdomens orsaker i stort är okända.

### Terapi och stöd
I kombination med medicinering används psykoterapi - som kognitiv beteendeterapi - för att hjälpa den sjuke att hantera svängningarna i humöret. Skoven lämnar ofta svåra känslomässiga sår och havererar personliga relationer. Psykosociala faktorer genomlyses vid behov i syfte att stabilisera individens livssituation. Att komma tillbaka socialt och till jobbet blir för vissa svårt. Samarbete med socialtjänst och andra myndigheter är ibland nödvändigt. Utbildning kring sjukdomen, så kallad patientutbildning, tillsammans med andra patienter och/eller familj och vänner gör det lättare att känna igen tecken på sjukdomen och tidigt få hjälp. 
Bland de personer med bipolär sjukdom som behöver vård vid olika tillfällen under många år, kan det vara viktigt att ha kontakt med samma vårdpersonal och ha kontinuitet i vårdrelationen. En systematisk översikt av forskningen på området, genomförd 2021 av svenska SBU, visar att högre relationskontinuitet i vården vid bipolär sjukdom kan innebära lägre förtida dödlighet och färre akutbesök.

### Kost och hälsa
Återfallsrisken minskar med stabil dygnsrytm medan stress har motsatt effekt. Hjälpmetoder är avkopplingsövningar, yoga, Qi Gong, Tai Chi och meditation. Goda motionsvanor och hälsosam kost rekommenderas. Ljusterapi fungerar i vissa fall men det är inte dokumenterat att metoden är bättre än placebo (med "fusklampor"). Alkohol och andra droger påverkar hjärnan och överkonsumtion är särskilt farligt vid samtida medicinering. Kunskap om hur livsföringen påverkar sjukdomsförloppet är särskilt viktig eftersom skovens frekvens och symtomens svårighetsgrad ofta ökar med tiden. Risken för kognitiva funktionsnedsättningar höjs med varje bipolärt skov.

## Prognos
Obehandlad bipolär sjukdom kan vara handikappande. Skoven tenderar att bli allvarligare med tiden, symtomen blir då svårare att behandla. Förloppet är mer negativt för de som insjuknar innan de är 19 år. Bipolär II kan ha lika allvarliga depressioner som typ I men utvecklas relativt sällan till typ I med riktigt allvarliga manier. Livslängden påverkas negativt med ett antal år och tiden för ett normalt arbetsliv förkortas med omkring 14 år. Mellan sjukdomsperioder fungerar individen normalt, eller närapå. Många lever utan symtom väldigt länge. Läkemedelsbehandling behövs i allmänhet för detta. Dock får merparten av alla bipolära patienter ett återfall givet tillräcklig tid för observation. Sjukdomsförloppet avstannar helt hos en tredjedel av bipolärt sjuka patienter. Omkring lika många får helt och hållet åter alla funktionsförmågor. För omkring 20 procent av patienterna förblir symtomen kroniska och ungefär 30 procent blir socialt eller arbetsmässigt oförmögna. För 50 procent utgör sjukdomen ett hinder i arbetet, det sociala livet eller i familjelivet (20 procent har problem på alla tre nivåer).
Prognosen förutsätter bra behandling och en adekvat diagnos. Detta försvåras av att andra sjukdomar uppvisar liknande symtom och att symtomen är många men inte lika för varje person. Sjukdomen har också många faser och ibland tar det lång tid att finna de dominerande dragen. För den sjuke kan det vara svårt att få rätt behandling i god tid. I någon mån kan individen själv påverka hur sjukdomen utvecklas. En positiv relation med läkaren och behandlaren är viktigt, inte minst för att medicinen och doseringen ska vara rätt. Kunskap om hur sjukdomen förlöper hjälper, liksom att vara uppmärksam på signaler om att symtom uppträder. Förändrade sömnvanor är vanligtvis ett första tecken på ett sjukdomsskovs början.

### Mortalitet

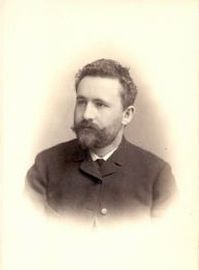
Emil Kraepelin (1856–1926) klassificerade manodepressiva sjukdomar och dominerade psykiatrin under 1900-talets början.

Obehandlad bipolär sjukdom innebär att patienten förlorar ett antal år i livslängd, som konsekvens av somatiska sjukdomar och självmord. Den uppskattade dödligheten för manodepressiva patienter (bi- och unipolära) är 2,3 gånger högre än den förväntade dödligheten för populationen i övrigt. För detta är självmord den viktigaste enskilda faktorn. Andra viktiga orsaker som bidrar till den höga dödligheten är ökad risk för hjärtkärlsjukdomar, indirekta konsekvenser av psykoser (till exempel undernäring, utmattning) samt tobak, alkohol och andra droger. Korrekt behandling kan reducera mortaliteten bland bipolära patienter till en nivå som inte går att skilja från den övriga befolkningen som helhet.
De flesta med bipolär sjukdom försöker inte begå självmord, eller avslutar inte försöket. Den förhöjda livstidsrisken för självmord vid bipolär sjukdom har tidigare uppskattats till mellan 10 och 25 procent. Numera kan en signifikant lägre livstidsrisk på fem procent anges bland patienter som inte vårdats på sjukhus för bipolär sjukdom. Viktigt är att självmordsrisken fortsätter att visa sig högre bland unga, tidigt i sjukdomsförloppet. För dessa uppskattas i Storbritannien livstidsrisken vara mellan 23 och 26 procent. Ökad användning av litium och andra läkemedel, liksom metodfrågor, kan förklara diskrepansen i uppskattningarna. Patienter i gruppen bipolär typ II har den högsta andelen självmord, jämfört med bipolär I och unipolära depressioner samt befolkningen i övrigt. Suicidaliteten är högst i samband med depressioner, som i typ II är vanligare än i typ I.

### Kognitiva funktioner
Bipolära sjukdomsskov kan medföra kognitiva funktionsnedsättningar i olika grad. Dessa tenderar att förvärras med antalet skov och bli bestående. För många är funktionsnivån helt återställd under stabila faser. I ett friskt normalläge (engelskans euthymia) har bipolära patienter inga neuropsykologiska brister men minskad prestanda IQ tyder på en blygsam (global) kognitiv nedsättning vid bipolär sjukdom, som också kan försvaga korttidsminnet och förmågan att förvärva information. Problem med försämrad uppmärksamhet- och koncentrationsförmåga framträder mest under egentliga depressioner. Även samexisterande uppmärksamhetsstörningar kan förklara brister i minne, inlärning och spatial perception (på det sätt eller med vilken förmåga människor uppfattar eller reagerar på sin omgivning vad gäller djup (tre dimensioner), riktning, avstånd och rörelse) Psykomotoriska störningar tycks vara oberoende av stämningslägen och förekommer kanske redan innan den första sjukdomsfasen. Intelligensen kan reduceras något vid maniska och därifrån avtagande tillstånd. Slutledningsförmågan förblir dock intakt. Vissa har högre intellektuell förmåga när de är hypomana än när de är deprimerade. Bipolära patienter har normal verbal IQ, möjligen för att hjärnans språkkognitiva delar besparas från sjukdomsförloppet, eller för att de av naturen har begåvats med högre intellektuell kapacitet; deras intelligensnivå innan sjukdomen tenderar att vara ovanför genomsnittet. 

## Epidemiologi

Funktionsjusterade levnadsår, bipolär sjukdom per 100 000 invånare 2002.
ingen data
-- 180
180–186
186–190
190–195
195–200
200–205
205–210
210–215
215–220
220–225
225–230
230–235

Mellan en och tre procent av befolkningen drabbas av bipolär sjukdom beroende på vilken definition som används. Bara hälften erhåller vård; i låginkomstländer endast 25 procent. Många insjuknar när de är mellan 15 år och 30. Bipolär sjukdom är lika vanlig bland kvinnor som män men kvinnor som är gravida eller i klimakteriet är mer sårbara för att utveckla maniska skov. De som har sjukdomen är oftare ensamstående, frånskilda eller separerade än befolkningen i övrigt. Sjukdomen förekommer i alla kulturer men olikheter mellan sociala klasser och etniska grupper är understuderade. Individer med bipolär sjukdom är oftare rökare än befolkningen i övrigt. Självmedicinering med alkohol och andra droger är vanligt. Samsjuklig (komorbid) missbruksproblematik förklarar nästan helt överrepresentationen i våldsbrott av personer med bipolär sjukdom.
WHO uppskattar att bipolär sjukdom är den sjätte vanligaste orsaken till funktionshinder för personer mellan 15 och 44 år, vilket är åldersgruppen som sjukdomsutbrottet främst förknippas med. (Psykiska sjukdomar, inklusive bipolär sjukdom, är också den vanligaste handikapporsaken bland barn ungdomar och unga vuxna i åldern 10-24 år.) Åldern när symtomen först framträder indikerar också hur allvarlig sjukdomen är: I USA (1993) erhåller 89 procent av ungdomar med bipolär sjukdom full handikappersättning innan de fyller 30 år, trots behandling. I Norge (2010) är sannolikheten att bipolära patienter erhåller sjukersättning 48 procent; för den friska befolkningens kontrollgrupp 11,5 procent. En betydligt större andel sjuka har låga inkomster än de utan sjukdomen. Sannolikheten att vara arbetslös är tre gånger högre (2006). Resultaten är desamma även när personer med bipolär sjukdom är bättre utbildade, trots att högre utbildning generellt är förenat med högre socioekonomisk status.
Den årliga kostnaden för varje bipolärt sjuk patient globalt uppskattas till mellan 10 000 och 18 000 amerikanska dollar, varav 80 procent är indirekta kostnader som förlorad produktivitet, arbetslöshetsersättning, sjukersättning och polisiära insatser. Unipolära depressioner är den mest handikappande sjukdomen i såväl rika som fattiga länder (2001) och utgör den näst största sjukdomsbördan världen över (2002), beräknat på vuxna mellan 15 och 59 år som funktionsjusterade levnadsår.
Självförvållade skador är den vanligaste dödsorsaken bland personer mellan 15 och 59 år i höginkomstländer med 7,2 procent av det totala dödsantalet (i andra länder fyra procent). Globalt för alla åldrar och inkomstgrupper (2004) är självförvållade skador den 16:e vanligaste dödsorsaken och utgör 1,4 procent av den sammanlagda mortaliteten. När självskador leder till döden avses självmord; begreppet används i statistiska sammanhang och anses nästan uteslutande bero på psykiska sjukdomar.

## Kreativitet

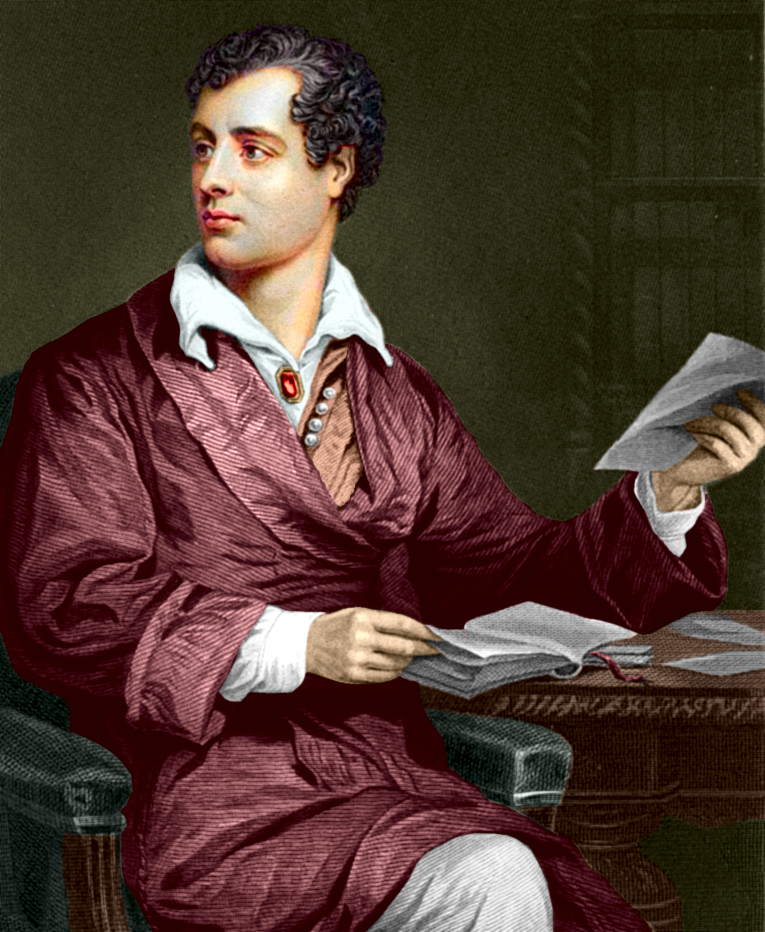
Poeten Lord Byron (George Gordon Byron 1788–1824) drabbades ofta av kraftiga humörsvängningar, inte sällan under samma dag.

Bipolär sjukdom förknippas med konstnärer och en oproportionerligt stor andel människor med uppmärksammat kreativa talanger har haft någon form av bipolär sjukdom. Under vissa omständigheter kan kreativitet främjas av sjukdomen och hög kreativ förmåga finns något oftare hos personer i släkter med psykiska sjukdomar. Dock har de flesta författare, konstnärer och musiker ingen sådan psykopatologi och omvänt; de flesta individerna med bipolär sjukdom är inte ovanligt kreativa.
Det hypomaniska tillståndet beskrivs ofta som en förlösare av kreativ förmåga och produktion. Känslorna är starkare, synen på omgivningen annorlunda och det är lättare att "tänka utanför boxen." Sådana expansiva stämningslägen kan tillsammans med snabba tankeprocesser som är ett vanligt hypomaniskt drag ge upphov till fler och snabbare idéer. Kvalitativt kan då associationerna och idéerna bli unika; i bästa fall också nydanande och meningsfulla, ett allmänt mått på kreativitet. Ett uttalat kombinatoriskt tänkande skiljer maniska patienter från andra individer. Det innebär att omaka perceptioner och idéer lättare kombineras och utvecklas. Sjukdomstillståndet kan å andra sidan producera obegripligheter men den biologiska mekanismen kan vara densamma som ger friska högkreativa individer förmågan att se många ovanliga samband i problemlösningssituationer. Kreativ kognition är mer likt hypomanins "tankeflykt" än de lösa associationer som utmärker schizofreni.
Snabbare och friare tankar skapar dock inte kreativitet i en annars fantasilös människa men om hypomanin förlöser en kreativ persons kognitiva processer, kan ett kvalitativt förändrat resultat uppnås. Intensivt kreativa perioder är i många fall också omöjliga att skilja från hypomani. En uttalad mani utgör dock per definition ett markant funktionshinder.
Signifikanta samband mellan bipolär sjukdom och kreativitet har i stort sett saknat förklaring, liksom kopplingen mellan kreativitet och måttligt ökad risk för både schizofreni och bipolär sjukdom (de största psykossjukdomarna). En tänkbar förklaring kan vara dopaminsystemet som hos schizofrena delvis liknar friska högkreativa individers. Forskare vid Karolinska Institutet tror att mindre information filtreras bort i hjärnområdet talamus och därigenom ökar informationsflödet som förbättrar förmågan att finna ovanliga lösningar, eller sjukliga associationer. En övergripande relation mellan mentalsjukdomar och genialitet är också alltjämt omdiskuterad men forskning styrker en genetisk koppling mellan psykoser och kreativitet. I en vetenskaplig undersökning har barn med bipolär sjukdom och barn till föräldrar som är sjuka uppnått högre poäng på en kreativitetsskala, jämfört med friska kontrollgrupper.
Relationen mellan kreativitet och extrema stämningslägen beskrevs redan i förgrekiska myter och senare av Platon och Sokrates. På 300-talet f.Kr. fokuserade Aristoteles på relationen mellan melankoli, galenskap och inspiration. "Hur kommer det sig", frågade han, "att alla män som är enastående inom filosofi, poesi eller konsten är melankoliska?". Under renässansen aktualiserades frågan igen men då särskildes sunda, högpresterande melankoliker från individer som av sinnessjukdomen hindrades att bruka sina förmågor. På 1700-talet ansågs istället rationalitet vara avgörande för genialitet men påföljande århundrades romantiker betonade, återigen att ytterligheter i humör och erfarenheter är nödvändiga för artistisk inspiration och det konstnärliga uttrycket. Nutidens måttligare tankesätt introducerades i slutet av 1800-talet och 1900-talets början. Psykologer och psykiatriker (bland andra William James och Emil Kraepelin) spekulerade om vissa typer av galenskap i kombination med talanger kunde frambringa extraordinära, kreativa eller fulländade personer. Förutom de mildare, potentiellt produktiva hypomanierna och de mer reflektiva, filosofiska melankolierna betonade de mentalsjukdomarnas försvagande sidor, som psykoser och suicidala depressioner. De underströk också att hårt arbete, balans och disciplin är avgörande faktorer för kreativa prestationer.

## Historik

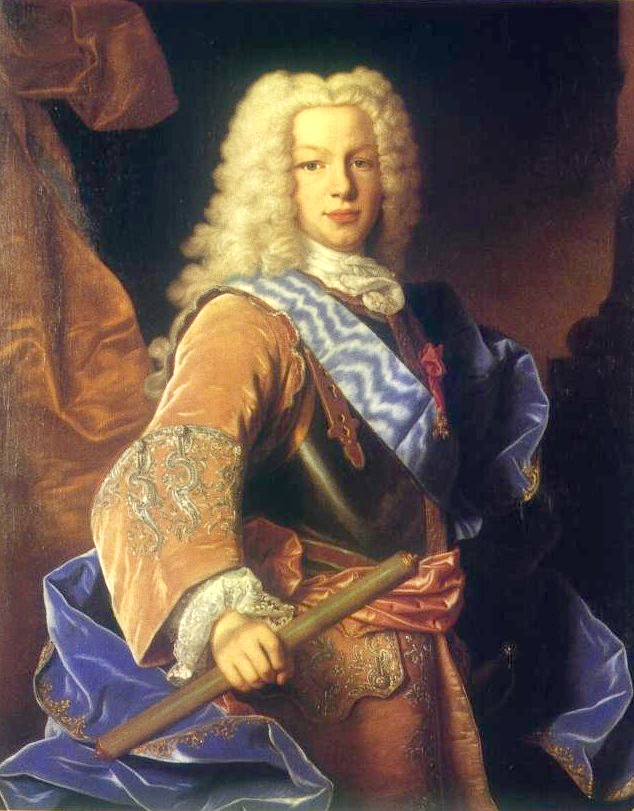
Kung Ferdinand VI av Spanien (1713–1759) fick diagnosen melankolisk-manisk-affekt, en historisk föregångare till dagens benämning bipolär sjukdom.

På 300-400-talen f.Kr. i antikens Grekland sågs melankoli som ett symtom på biologiska problem i kroppen och särskilt i hjärnan. Den Hippokratiska skolan avfärdade övernaturliga och magiska teorier. Man ansåg att melankoli och mani orsakades av för mycket svart respektive gul galla i kroppen. Soranos från Efesos berättade på 100-talet e.Kr. att melankoli tidigare har setts som en form av mani. Han själv menade att melankoli och mani var två skilda sjukdomar men att symtomen och behandlingen var likartade. Aretaeus (200 e.Kr.) var den förste som föreslog att mani är slutstationen i en melankoli. Tillstånden beskrivs även under påföljande århundraden som skilda sjukdomar, vanligtvis i angränsande kapitel. Obalans i kroppsvätskorna ansågs vara orsaken. Traditionen bröts på medeltiden. Mentalsjukdomar härleddes till magi, synd eller djävulsk besittning. Kliniska observationer utan religiösa övertoner fick fäste först när schweizaren Felix Platter (1536–1614) publicerade en systematisk klassifikation av psykiska sjukdomar år 1602. Kung Ferdinand VI av Spanien (1713–1759) fick diagnosen 'melankolisk-manisk-affekt' av "Spaniens Hippokrates" Andrés Piquer (1711–1772). Sjukdomen var bara en, men fasernas symtom kunde i mångfald och grader skilja sig åt. En mängd klassificeringar följde, inspirerade av Carl von Linnés (1707–1778) framgångar. Observationer visade att tillstånden uppträdde som enskilda attacker, i följd eller som återkommande cykler.
Fransmännen Jean-Pierre Falret (1794–1870) och Jules Baillarger (1809–1890) gjorde allmänt accepterad idén att mani och depression var uttryck för en och samma sjukdom. År 1854 definierade de cykliska element med regelbundhet och viss kontinuitet, samt 'dubbelt vanvett' där mani och depression sågs som två skeden i samma sjukdomsförlopp. Det förhållandet reflekteras i begreppet manodepressiv sjukdom (även manodepression) som i slutet på 1800-talet myntades av den tyske psykiatern Emil Kraepelin (1856–1926). Återkommande depressioner och manier rymdes i hans definition på samma spektrum för att tillståndens främsta gemensamma nämnare var cykler, inte polaritet. Kraepelin observerade att hos patienter med återkommande depressioner fanns det ofta också manier i familjens sjukdomshistoria. Han var också den första som påpekade att sociala faktorer och psykisk stress kan framkalla sjukdomsepisoder. Dessa drag, tillsammans med perioditeten och en relativt lindrig prognos särskiljde enligt Kraepelin de två stora psykosjukdomarna; 'manodepressivt vansinne' och 'dementia praecox' (numera schizofreni). En annan tysk psykiater, Karl Leonhard (1904–1988) separerade senare de unipolära depressionerna från Emil Kraepelins vidare definition. Distinktionen används även idag men kritiseras för att den lägger för stor vikt vid polaritet och separerar bipolära sjukdomstyper från återkommande unipolära depressioner.
När behandling av manodepressiva sjukdomar med litiumsulfat introducerades på 1940-talet var nyttan så stor att psykiatrin en gång för alla etablerade att mentalsjukdomar har biologiska inslag som påverkas av kemikalier. Det "lilla saltet" (som poeten Robert Lowell (1917–1977) kallade det) visade att psykiska sjukdomar inte var "myter" eller "normala reaktioner på en knasig värld." Litiumbehandling har räddat hundratusentals patienter och förbättrat sjukdomens förlopp och utgång för miljoner fler. Grundämnet upptäcktes i Sverige år 1817.

### Förklarande noter och citat
1. ↑    Enligt det federala National Institute of Mental Health NIMH i USA kan diagnosen mani ställas "om ett förhöjt stämningsläge inträffar tillsammans med tre eller fler andra symtom under större delen av dagen, närapå varje dag under en vecka eller längre. Om humöret är retligt ska fyra andra symtom finnas."[8]
2. ↑   Dessa kan vara oro, ängslighet eller ångest; irritabilitet, hetsighet, aggressivitet eller stridslydsnad; förvirring, sömnlöshet, trötthet eller utmattning; tankar på död eller självmord; panik, paranoia eller vanföreställningar om förföljelse; snabbt tal, tankeflykt, distraktion; rastlöshet och ilska.[14]
3. ↑   "Utifrån sina tolkningar av [hans] brev spekulerar Kay Redfield Jamison att Edgar Allan Poe (1809–1849) var manodepressiv. [I] sin bok [Touched with Fire, 1993] anför hon att kreativitet [kan] uppkomma från maniska tillstånd. Från det sjuka sinnelaget höjer sig ett "kosmiskt" synsätt som ger utlopp för de kreativa krafterna." [88]

### Engelska originalcitat
1. ↑  Sid 95, "Box 3-3. DSMIV Definition of a Hypomanic Episode ...Criterion B: Normal mood must be accompanied by at least three additional symptoms from a list that includes ...excessive involvement in pleasurable activities that have a high potential for painful consequences. ....Criterion E: In contrast to a manic episode, a hypomanic episode is not severe enough to cause marked impairment in social or occupational functioning ...much hinges on one's definition of the word "marked", which DSM-IV has left deliberately vague, perhaps reflecting the limited literature on the subject. ...clinicians disagree on the limits of marked functional impairment."[7]
2. ↑   "In a follow-up period of up to 10 years, only 7,5 percent (N=64) of individuals with bipolar II illness switched to type I. However, if one includes dropouts from follow-up in that study, which may reflect the disinclination of more severely ill patients to continue to participate in the biennial interviews, rates of switch from type II to type I approach 15 percent." [44]
3. ↑   "[Although] the cognitive systems underlying language are spared by the disease or are constitutionally endowed at higher capacity, those underlying other components of intelligence, including performance, are not.[73]
4. ↑   "[Until] the Middle Ages, mental and physical afflictions were primarily the concern of medical doctors... The period that followed was... a dark age... mental illness was generally attributed to either magic or sin or possession by the devil. By the late Middle Ages, empirical science had attracted interest... however, in the clinical realm now encompassed by psychiatry, scientific interpretations were limited to anatomical, physiological, and pathological studies of the brain."[47]
5. ↑   "It's terrible... to think that all I've suffered, and all the suffering I've caused, might have arisen from the lack of a little salt in my brain." - Robert Lowell.[81]
6. ↑   "The impact of the discovery of lithium has been profound and long-lasting. Not only did it reaffirm psychiatry as a medical speciality in an era when the ideology behind "the myth of mental illness" and "mental illness as a normal response to a crazy world" was in ascendancy... but the fact that lithium's effects were specific to a particular diagnosis reinforced the importance of nosology at a time when many in the mental health field were deriding the very concept of a diagnosis as "labeling." The benefits of lithium established beyond rational dispute that a major mental illness did indeed have a strong biological component with which a chemical treatment was obiously interaccting; this, in turn, initiated what has become a sea of change in the public's perception of the mentally ill and of mental health professionals." [81]